# Ammoniumalginat
Ammoniumalginat, E403 används som förtjockningsmedel i bland annat lightprodukter och pulversåser. Det kan framställas gentekniskt, men utvinns ofta av brunalger. Ämnet löses ut ur algernas cellväggar med hjälp av sodalösning.